# 犬神 (漫画)
『犬神』（いぬがみ）は、外薗昌也による日本の漫画作品。『月刊アフタヌーン』（講談社）にて1996年9月号から2002年10月号まで連載された。犬神を題材としている。単行本はアフタヌーンKCより全14巻、文庫版が全7巻、新装版が全6巻、完全版が全4巻がいずれも講談社より刊行された。加筆、修正を加えた「犬神・改」が『リイドカフェ』（リイド社）に掲載され、SPコミックス LEED CAFE COMICSより全10巻が刊行された。
志水アキによるリメイク『犬神Re』が、『LINEマンガ』（LINE Digital Frontier）にて2020年から2023年まで連載された。単行本は3巻まで朝日新聞出版より刊行され、4巻は電子書籍で刊行された。
2020年現在、累計150万部以上を売り上げている。

## あらすじ
詩をこよなく愛する史樹の下に現れたのは、1匹の不思議な犬。やがて、その犬「23」をめぐり、さまざまな思惑が横行していく。

## 登場人物
島崎 史樹
東京都足立区城南高等学校の3年生。詩をこよなく愛し、週に数回自宅近くの廃墟に行き、詩を読みふけっている。
23との出会いをきっかけに、日本全体を変えてしまうこととなる戦いに巻き込まれていくが、物語後半で生命の樹に取り込まれた美珈たちを救うため、自身が代わりに生命の樹と融合する。23細胞と融合したことで人間としての個体は消失され、生命の樹の一部となった。
23
史樹の前に現れた犬神。外見はニホンオオカミに酷似しているが、その詳細については言及されていない。23という名は、耳に「23」の数字が入れてあったためである。
23細胞の宿主として知能に優れており、史樹の教育によって会話が可能になった。戦闘時には、額から刺のような突起物を突出させる。史樹を背負いながら長距離をペースを崩さず走る、倉田製薬の防壁を軽く飛び越えるなど、平均的な犬のものとは桁外れの筋力やスタミナも持ち合わせている。
桐生の計画を阻止したのち一時は美珈たちとともに脱出を果たすが、自分の意志で「史樹のもとに居る」ことを美伽に告げ、生命の樹に戻って消息を絶つ。
原田 美伽
史樹の幼馴染であり、クラスメイトの少女。史樹と23の身を案じている。
エイトによる日本の崩壊後、紆余曲折の後に生命の樹に向かうこととなりそこで生命の樹に取り込まれるが、史樹が代わりに取り込まれたことにより解放される。
10年後、国連の調査チームのメンバーとして生命の樹に赴き、そこで史樹と23の面影を感じ取る彼女の姿が描かれるシーンで物語は締めくくられる。
桐生
本名「菱美 比古（ひしみ よしひこ）」。政府機関にも通じ、陸上自衛隊の一部隊を私事に動員するなど、一個人としては恐るべき権力と財力を持つ。
青年期に常世から現れた犬神と遭遇、犬神との言葉を交わさない会話能力（テレパシー）を手に入れた。
大学在学中にイントロンの啓発物質について研究していたが、啓発物質（23細胞）の存在を知り、研究生に対して実験した結果4名が死亡したため放校処分となった。その後も自らの子供17名に対して人体実験を行い、成功した晶子他2名を残して全員死亡した。
「常世国」に行くために犬神を探し求め、聖書に書かれた「エデンの園」が日本であると主張し、物語終盤に長野県の中部から「エデンの園」の中央に植えられたとされる生命の樹が出現した。全ての生命の意思を生命の樹に封じ込め犬神による新たな生命の誕生を迎えることで「常世国」計画は完遂するものと思われたが、そこに現れた史樹と対立。彼との一騎討ちの末、敗れ去る。そして、ゼロにより首を跳ね飛ばされ最期を迎えた。
ゼロ
23と対になる黒い犬神。気性は荒く、現世に現れた際に狩猟者に撃たれたことから、人間を蔑視するようになる。
額に「0」の模様があることから、研究員にゼロと名付けられた。桐生との「交渉」により、桐生の下に身を置く。
変化時には全身から触手を出し、対象を切り裂く。
度重なる洗脳の末、終盤では恐るべき敵として史樹と23の前に立ちはだかり一度は史樹を殺害、23を激昂させるまでに至るが融合体として復活した史樹により自我を取り戻し、自身の意思で生命の樹に向かう。
「常世国」が失敗に終わった桐生にとどめを刺した後の消息は不明。
菱美 由梨子
桐生の大学生の娘。桐生の姉と瓜二つの容姿を持つ。彼女自身意識はしていないものの、彼の計画の要とされている。
母の死因に桐生が関係しているため、桐生を嫌悪している。
桐生と同様の能力（のようなもの）を持つが順応できていないようで、度々発作などを起こす。中盤において、犬神と接触し、それ以後は人が変わったかのようにイキイキとした性格となった(人間離れした？)。
物語終盤、桐生の策略(?)によって変異体と化したが、一時的なものですぐに沈静化。その後生命の樹へと連れ去られ、生命の樹と一体化したものと推測される。
倉田
倉田製薬の社長。23細胞を応用し、不老不死の薬を開発しようと数多くの動物実験を行う。そのためか悪夢を見るようになり、精神に異常をきたし始める。生体研究所においてエイトが侵入した際には、完全に錯乱しており、消防士に偽装した陸自隊員によって射殺された。
伊達
倉田社長の元秘書。倉田製薬入社前には、城南高校3年の学年主任兼生物を担当していた。後に桐生の下に赴き、犬神の研究を行う。盲目ではないが目に障害があるため（偏視）、常時サングラスを着用している。しかし終盤においては偏視が緩和されているような描写がなされている。
吉川刑事
N県警捜査一課の刑事。上司である長山を慕っていたが、エイトによって殺害されたため、復讐を決意する。
倉田製薬の研究所に単独で潜入し、無人化した所内でエイトと遭遇。史樹や23も加わった激戦の末、電流によってエイトの抹殺に成功する。
長山刑事
N県警捜査一課の刑事であり、吉川の上司。S村村民惨殺事件で捜査を担当していたが、唯一の生存者であった同行中の鳥羽悠一が偽物であることを知り、陸上自衛隊の輸送ヘリ内で正体を露わにしたエイトによって殺害される。
鳥羽 悠一
N県S村の高校生。S村村民惨殺事件での唯一の生存者として長山警部及び陸上自衛隊に保護されるが、ヘリでの移送されていたのはエイトが擬態したものであり、本人は既に死亡しており、S村山中にて遺体が発見された。
ニジュウサン
ハスキーの姿をした犬神。山中の路傍で奈々に拾われる。「ニジュウサン」という名は自らが奈々に対して発した言葉からとられた。
23と違い、最初から少ないながらも言語を話していた。直接、史樹や23には接触していないが何故か彼らのことを知っていた。
奈々
ニジュウサンの飼い主の少女。家族と郊外をドライブ中に偶然ニジュウサンを拾う。
桐生 晶子
桐生の娘。彼女の他に16人の兄妹がいたが、人体実験によって彼女の他2人を残して全員が死亡した。
父親の命令で美伽に近づき、史樹と23を引き離そうとしたが父親の真の目的を知り絶望する。
人体実験の影響か、23と言葉を交わさずに意思疎通を図るなど父親と同じ能力を有している。
ラッキー
倉田製薬生体研究所で23細胞の感染実験の検体となったダルメシアン。23細胞により突然変異し、体組織の70%がチアノーゼを引き起こした。実験の初期において23細胞とインフルエンザウイルスと融合させ、空気感染能力を発現した。
倉田がゼロを奪取せんと桐生邸に投入しようと画策するも移送直前に覚醒し、移送員および研究員を殺害。元々、民間で飼われていたものを倉田製薬の社員らが不法に回収して実験体にした経緯があり、「家に帰ろうと」して研究所外に脱走しようとするが23細胞が外部に漏洩することを危惧した23によって、命を絶たれた。
エイト
23とゼロの思いが一致した際に異空間から出現した犬神の亜種。不定形であり、他生物に擬態することができる。S村村民惨殺事件の犯人であり、その際には鳥羽悠一に擬態していた。ヘリで輸送中に暴走し、乗員全員を惨殺したのちに都内に降り立って各地で民間人を無差別に殺害する。山中において陸自の精鋭隊員で構成された生物災害対策部隊を壊滅させ、23に重傷を負わせた。
倉田製薬生体研究所に侵入し、23と再び対峙する。その際に23を守ろうとする史樹を見て、人間を理解しようとするが吉川の放った電流により絶命した。
「エイト」の由来はDNAの形状が「8」に似ていることから。
物語後半で、新たな生態系を創造（現在の生態系を完全に破壊）するために日本で増殖し、後のはずみによって一斉に行動。あらゆる場所に潜伏したエイトが人間を抹殺、本州が無人化し、完全に生態系が変えられた。後に国連が調査隊を密林と化した東京に派遣している。
アレイスター・クロウリー
「20世紀最大の黒魔術師」と呼称された実在の人物。23個の元素による「生命の樹宇宙論」を展開する。その内容はセフィロトの樹と呼ばれる図に示されていると主張したが、没後50年以来、全容は不詳である。

## 用語
犬神
古来から日本において神聖視されてきたオオカミの敬称。23細胞の宿主。
23細胞
イントロンの啓発物質とされている細胞。他の細胞群に侵入すると突然変異を誘発する。97%の確率で検体が破裂してしまうが、残りの1%は身体が肥大化し、2%は何の変異も起こさないが、脅威的な新陳代謝能力をもたらし、物理的な衝撃で出来た傷などは短時間で治癒する。
但し、変異体、融合体に関わらず、物理的な衝撃による外傷は治癒するが、電流に対する耐性が皆無である。
名前の由来は23エニグマ。
常世国
古代日本で信仰された、海の彼方にあるとされる異世界。一種の理想郷として観想され、永久不変や不老不死、若返りなどと結び付けられた。
生命の樹
旧約聖書の創世記に書かれているエデンの園の中央に植えられたとされる木。本州無人化後に桐生の読み通り、日本のほぼ中央に位置する長野県から発生し、高さが宇宙空間にまで達して国際宇宙ステーションの乗員がその様子を目撃して地上に報告した。

## 書誌情報

### 犬神
- 外薗昌也『犬神』講談社〈アフタヌーンKC〉全14巻
  1. 1997年1月21日発売[4]、ISBN 978-4-06-314147-4
  2. 1997年6月20日発売[5]、ISBN 978-4-06-314153-5
  3. 1997年11月19日発売[6]、ISBN 978-4-06-314167-2
  4. 1998年4月21日発売[7]、ISBN 978-4-06-314178-8
  5. 1998年9月19日発売[8]、ISBN 978-4-06-314189-4
  6. 1999年2月19日発売[9]、ISBN 978-4-06-314199-3
  7. 1999年7月19日発売[10]、ISBN 978-4-06-314214-3
  8. 1999年12月14日発売[11]、ISBN 978-4-06-314226-6
  9. 2000年4月19日発売[12]、ISBN 978-4-06-314239-6
  10. 2000年9月20日発売[13]、ISBN 978-4-06-314250-1
  11. 2001年2月20日発売[14]、ISBN 978-4-06-314261-7
  12. 2001年8月21日発売[15]、ISBN 978-4-06-314271-6
  13. 2002年5月21日発売[16]、ISBN 978-4-06-314293-8
  14. 2002年11月20日発売[17]、ISBN 978-4-06-314308-9
- 外薗昌也『犬神』講談社〈講談社漫画文庫〉全7巻
  1. 2002年12月12日発売[18]、ISBN 978-4-06-360439-9
  2. 2002年12月12日発売[19]、ISBN 978-4-06-360440-5
  3. 2003年1月10日発売[20]、ISBN 978-4-06-360441-2
  4. 2003年1月10日発売[21]、ISBN 978-4-06-360442-9
  5. 2003年2月8日発売[22]、ISBN 978-4-06-360443-6
  6. 2003年2月8日発売[23]、ISBN 978-4-06-360444-3
  7. 2003年2月8日発売[24]、ISBN 978-4-06-360445-0
- 外薗昌也『新装版 犬神』講談社〈講談社漫画文庫〉全6巻
  1. 2008年10月10日発売[25]、ISBN 978-4-06-370596-6
  2. 2008年10月10日発売[26]、ISBN 978-4-06-370597-3
  3. 2008年11月9日発売[27]、ISBN 978-4-06-370599-7
  4. 2008年12月11日発売[28]、ISBN 978-4-06-370608-6
  5. 2009年1月8日発売[29]、ISBN 978-4-06-370613-0
  6. 2009年2月7日発売[30]、ISBN 978-4-06-370622-2
- 外薗昌也『犬神 完全版』講談社〈講談社プラチナコミックス〉全4巻
  1. 出会い編 2012年12月12日発売[31]、ISBN 978-4-06-377719-2
  2. 常世国編 2013年1月9日発売[32]、ISBN 978-4-06-377726-0
  3. 覚醒編 2013年2月13日発売[33]、ISBN 978-4-06-377746-8
  4. 胎動編 2013年3月13日発売[34]、ISBN 978-4-06-377781-9
- 外薗昌也『犬神・改』リイド社〈SPコミックス LEED CAFE COMICS〉全10巻
  1. 2017年3月28日発売[35]、ISBN 978-4-8458-4983-3
  2. 2017年4月28日発売[36]、ISBN 978-4-8458-4984-0
  3. 2017年5月29日発売[37]、ISBN 978-4-8458-4985-7
  4. 2017年7月28日発売[38]、ISBN 978-4-8458-4986-4
  5. 2017年9月28日発売[39]、ISBN 978-4-8458-4987-1
  6. 2017年11月29日発売[40]、ISBN 978-4-8458-5243-7
  7. 2018年1月29日発売[41]、ISBN 978-4-8458-5274-1
  8. 2018年3月28日発売[42]、ISBN 978-4-8458-5297-0
  9. 2018年5月28日発売[43]、ISBN 978-4-8458-5314-4
  10. 2018年7月27日発売[44]、ISBN 978-4-8458-5338-0

### 犬神Re
- 外薗昌也（原作）・志水アキ（漫画）『犬神Re』朝日新聞出版〈ソノラマ+コミックス〉、全4巻
  1. 2020年10月20日発売[45][46]、ISBN 978-4-02-214289-4
  2. 2021年3月22日発売[47]、ISBN 978-4-02-214315-0
  3. 2022年3月18日発売[48]、ISBN 978-4-02-214338-9
  4. 2023年10月2日発売、ASIN B0CJTSS51L